# Garimpeiro
Un garimpeiro (vocable del portuguès del Brasil) és un cercador de pedres precioses en garimpos, és a dir, explotacions minerals manuals o mecanitzades en llocs llunyans, sovint de manera il·legal. Aquesta activitat comporta un gran risc mediambiental, ja que acostuma a estar mancada de planificació o control, vessant materials tòxics.
Els garimpeiros són miners que viuen en condicions infrahumanes i arrisquen la seva vida fent servir maquinària pesada, sense preparació ni protecció suficient, en la cerca d'al·luvions i emprant substàncies com el mercuri, necessari per amalgamar l'or.
El mot garimpeiro és una derivació dels mots en portuguès grimpa i grimpeiro. Els grimpeiros eren fugitius que s'amagaven en la part més alta d'una teulada, la grimpa.